# Logny-lès-Aubenton
Logny-lès-Aubenton – miejscowość i gmina we Francji, w regionie Hauts-de-France, w departamencie Aisne.
Według danych na styczeń 2014 roku gminę zamieszkiwało 78 osób, a gęstość zaludnienia wynosiła 9,6 osób/km².